# Autoroute 3 (Luxemburg)
Die Autoroute 3, kurz A3, auch unter Diddelenger Autobunn bekannt, ist ein wichtiger Teil des Autobahnnetzes im Großherzogtum Luxemburg und verläuft in Nord-Süd-Richtung über eine Distanz von 13,318 km von Gasperich/Howald bis zum  luxemburgisch-französischen Grenzübergang Düdelingen, wo sie in die französische A31 nach Diedenhofen übergeht. Zugang zur A3 bieten drei Aus-/Abfahrten sowie zwei Autobahnkreuze und eine Raststätte.
Bei Gasperich geht die B3 in die A3 über. Am Gaspericher Kreuz  kreuzt sie die A1/A6. Im weiteren Verlauf folgt mit der Aire de Berchem (Raststätte) Europas größte Tankstelle.
Etwas weiter südlich kreuzt die A3 am Bettemburger Kreuz die A13 (Collectrice du Sud/Liaision avec la Sarre).
Die Autobahn wurde zwischen 1978 und 1981 in Betrieb genommen und ist als Ersatz/Entlastung für die Nationalstraße 3 konzipiert worden. Da die A3 gern von Urlaubern auf dem Weg an die Mittelmeerküsten genutzt wird, wird sie auch gern als „Autoroute du soleil“ bezeichnet.

## Galerie

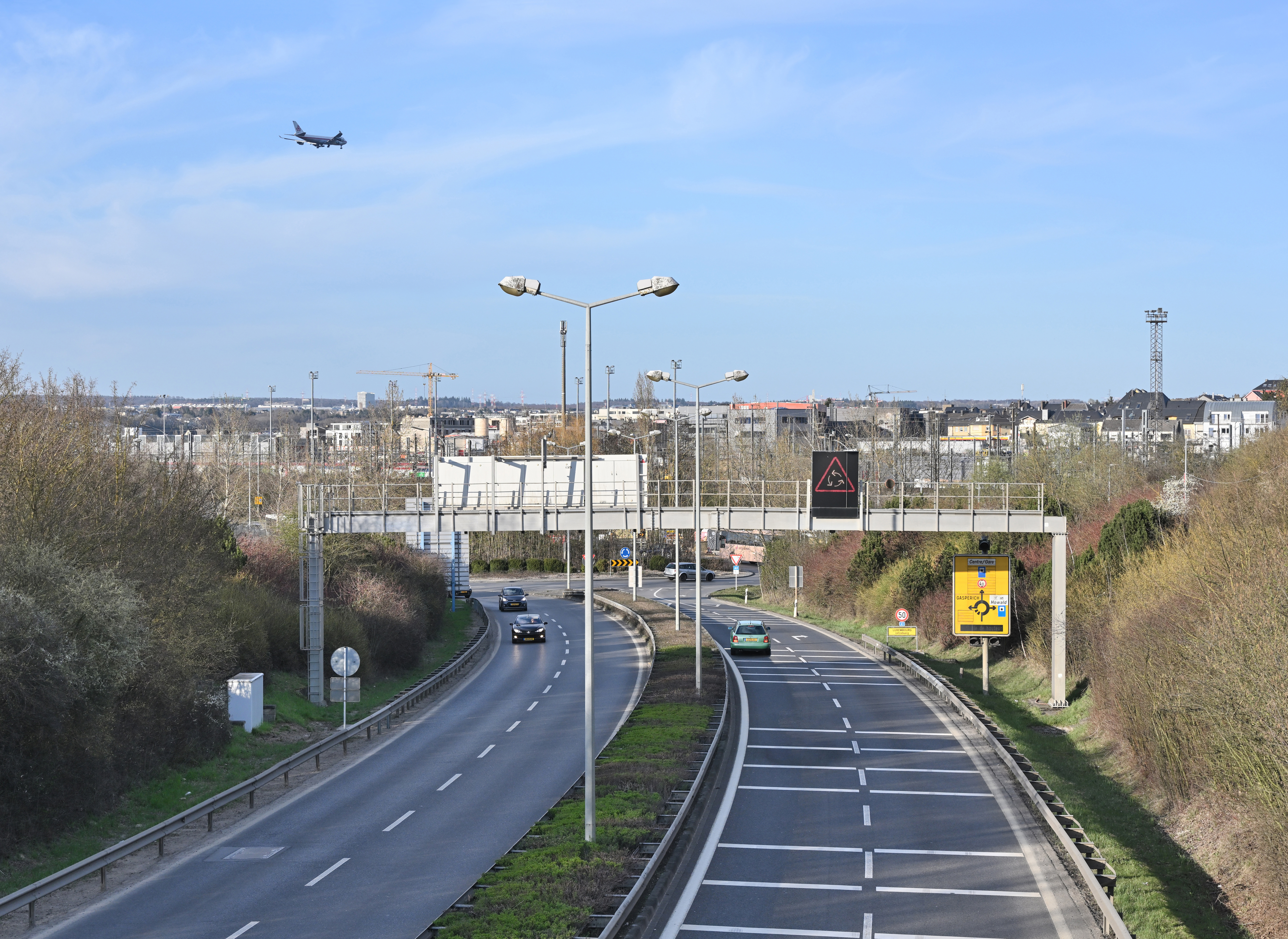
Die A3 kurz vor einem Kreisverkehr in Luxemburg-Stadt
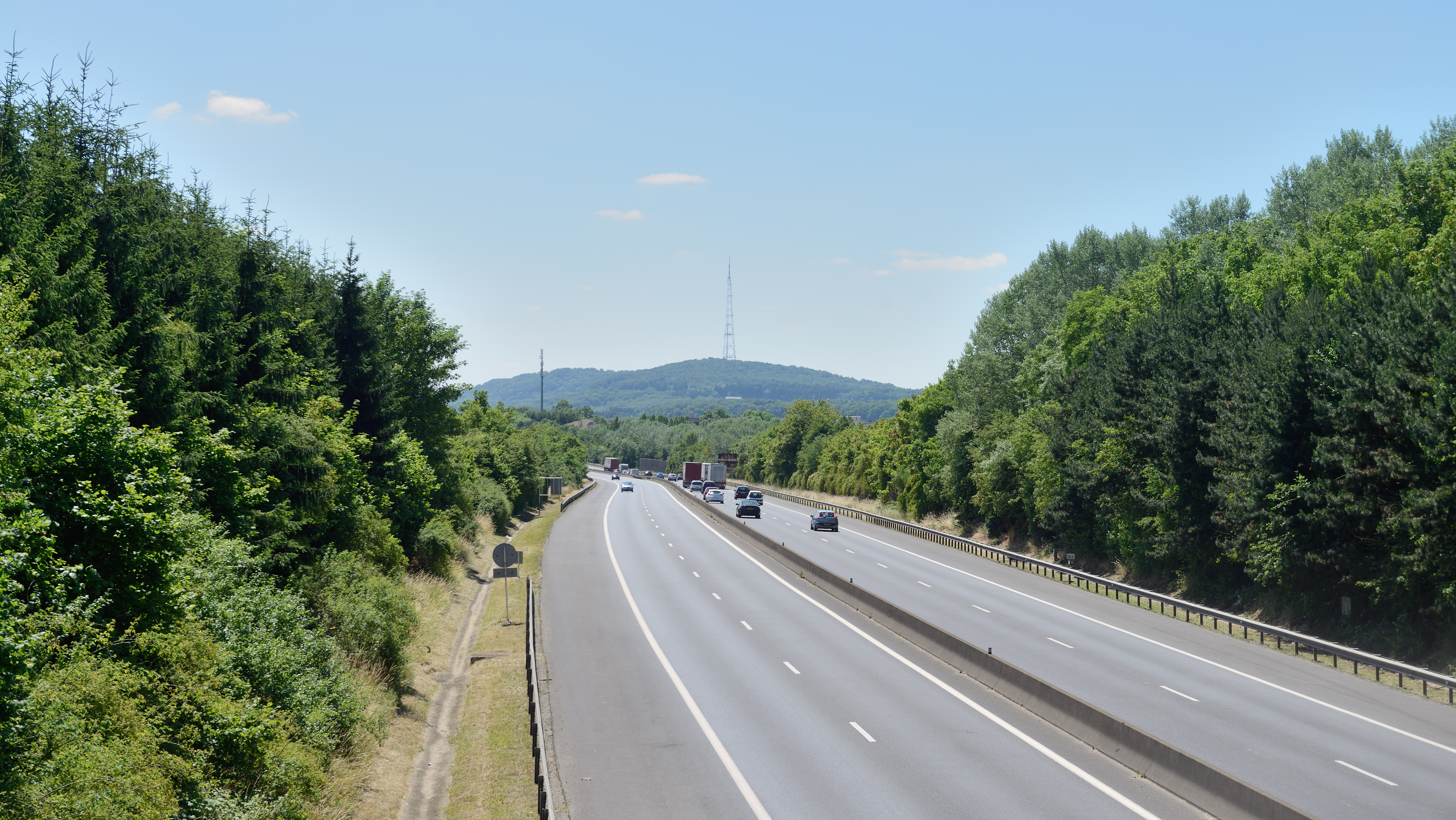
Die A3 in südlicher Richtung von der Fußgängerbrücke in Bettemburg aus gesehen
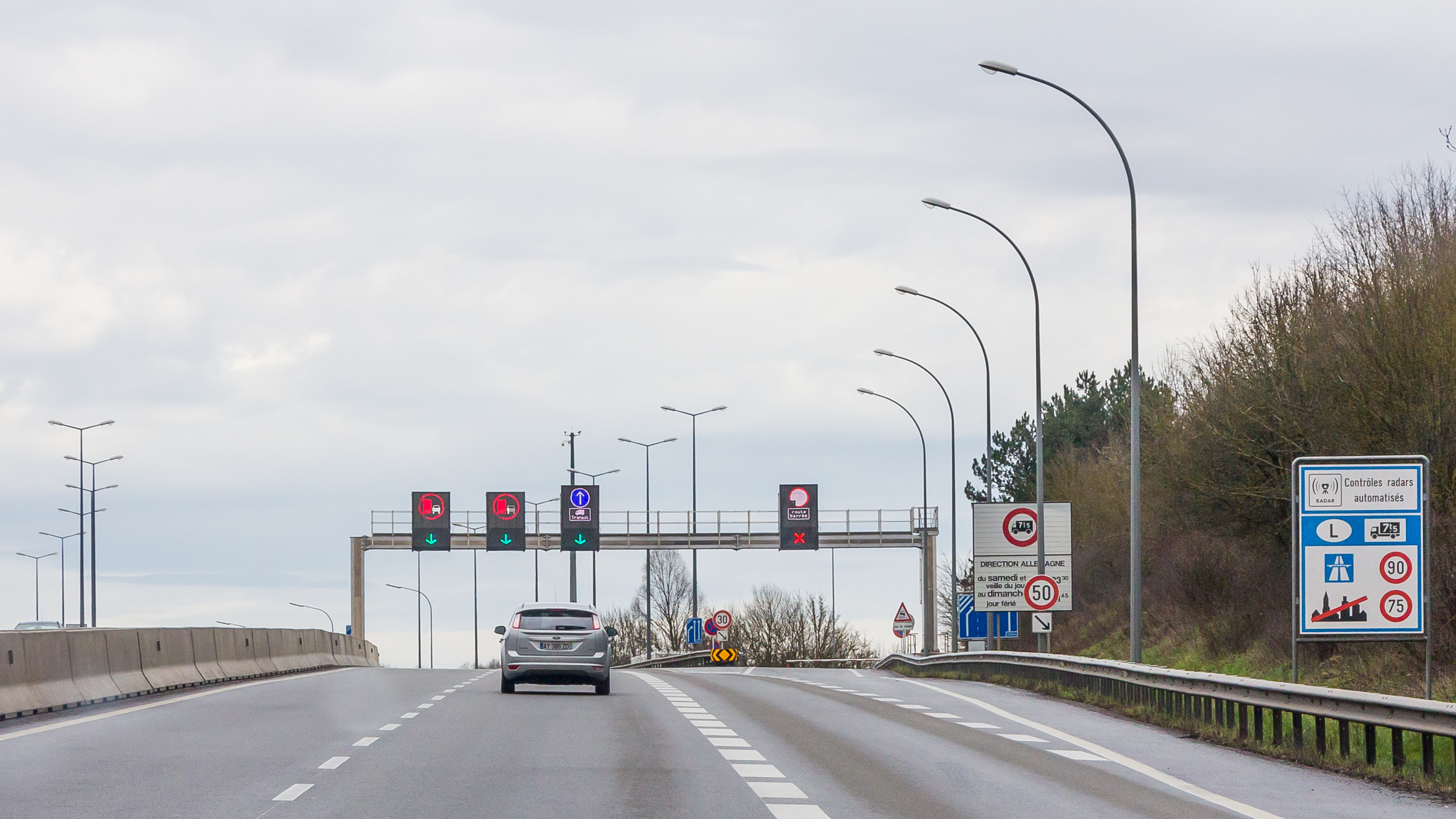
Die A3 kurz nach dem Grenzübergang zu Frankreich